# Katholieke Kerk in India

India

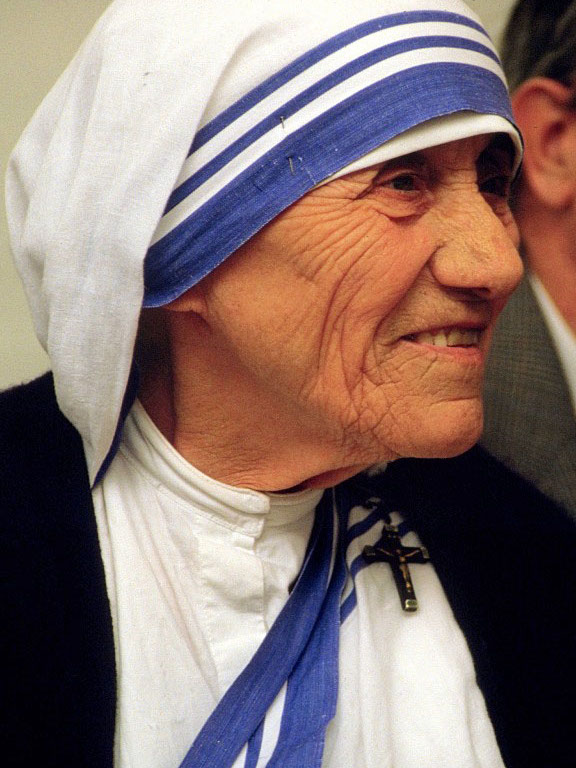
Moeder Teresa

De Katholieke Kerk in India maakt deel uit van de wereldwijde Katholieke Kerk, onder het leiderschap van de paus en de Curie.
Er zijn meer dan 17,3 miljoen katholieken in India (ongeveer 1,4 % van de bevolking) en de Katholieke Kerk vertegenwoordigt de grootste groep christenen in India. Ze behoren tot 3 ritussen.
Alle bisschoppen in India vormen samen de bisschoppenconferentie van India, die opgericht werd in 1944. De Heilige Stoel is in India vertegenwoordigd door een apostolisch nuntius. De diplomatieke missie werd opgericht als de apostolische delegatie in Oost-Indië in 1881. Het werd in 1948 verhoogd tot een internuntiatuur en in 1967 tot een apostolische nuntiatuur.
Apostolisch nuntius voor India is sinds 13 maart 2021 aartsbisschop Leopoldo Girelli, die tevens nuntius is voor Nepal.

## Geschiedenis
Het christendom deed reeds vrij spoedig na zijn ontstaan zijn intrede in India. Volgens de Thomaschristenen in Zuid-India zou de apostel Thomas zelf het Evangelie in India hebben gepredikt; in elk geval moeten er zeker reeds tegen het einde van de 3e eeuw christelijke gemeenschappen in India hebben bestaan. Later kwamen nestoriaanse zendelingen en in de 14e tot 16e eeuw katholieke missionarissen.
De Thomaschristenen (Syro-Malabaren) ondergingen in de 16e eeuw Latijnse invloeden, maar hebben sedert 1896 bisschoppen van hun eigen ritus. Syro-Malankaren worden genoemd naar de jakobieten, die in 1930 tot de Katholieke Kerk overgingen; ook zij hebben een eigen hiërarchie. Latijnse missionarissen maakten in de 16e eeuw Goa (bisdom in 1534) tot het middelpunt van de missionering in de Portugese bezittingen en in  de kuststreken. Franciscus Xaverius bracht het werk tot bloei. R. de Nobili (1577 - 1656) wendde zich in de Madura-missie in het bijzonder tot de brahmanen.

## Bisdommen

Kerkprovincies en bisdommen in India

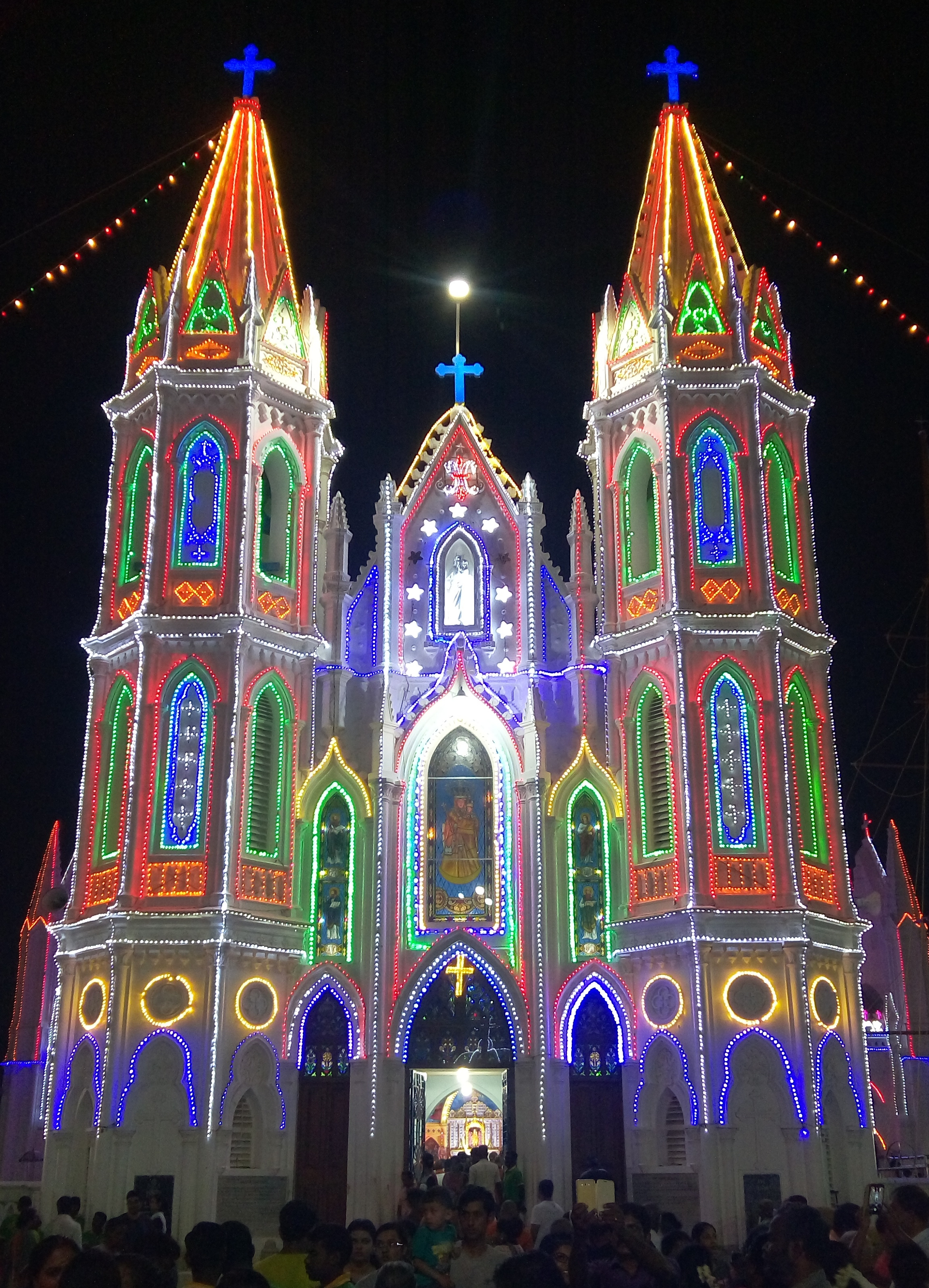
Basiliek in Velankanni

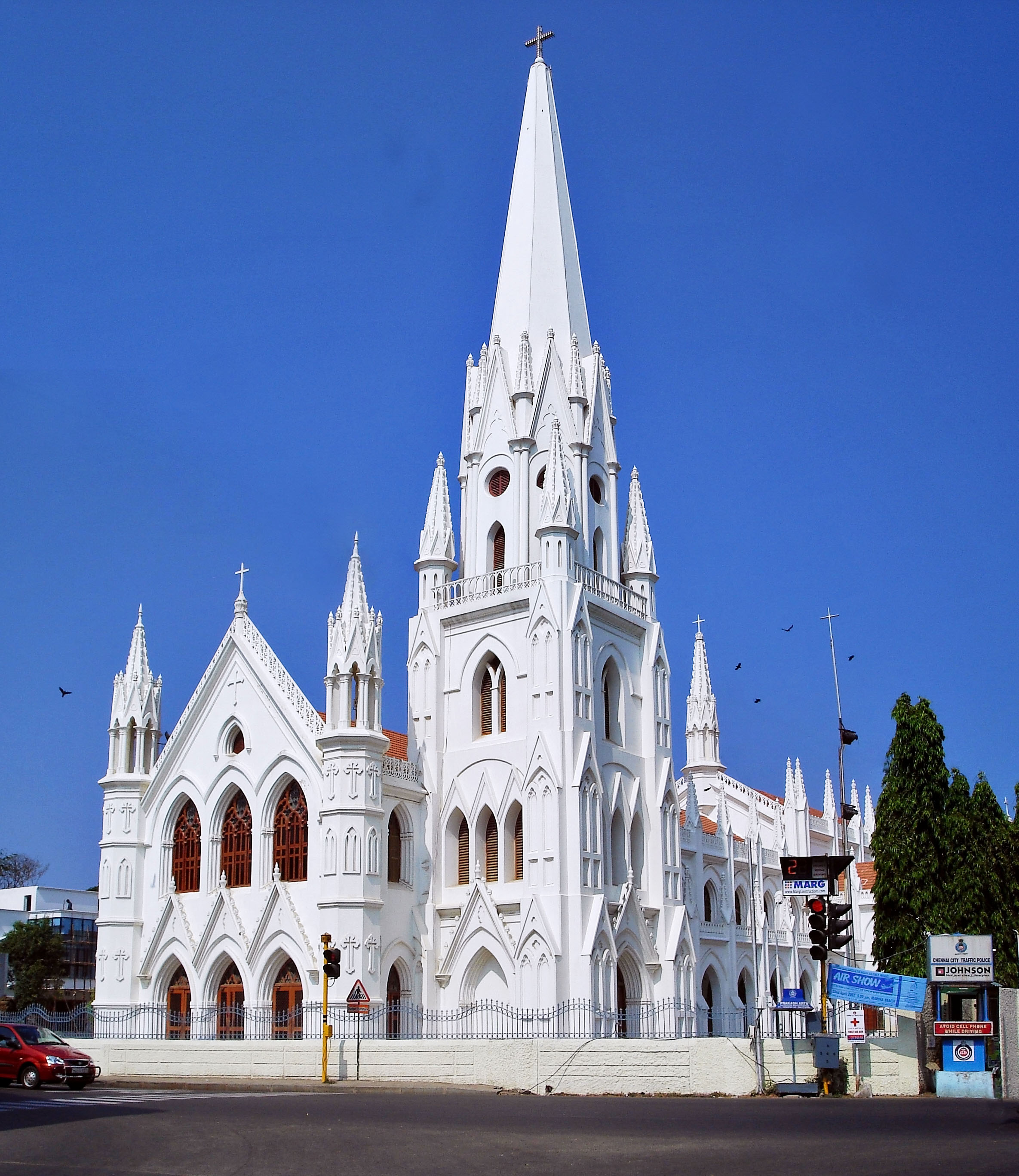
Basiliek in Chennai

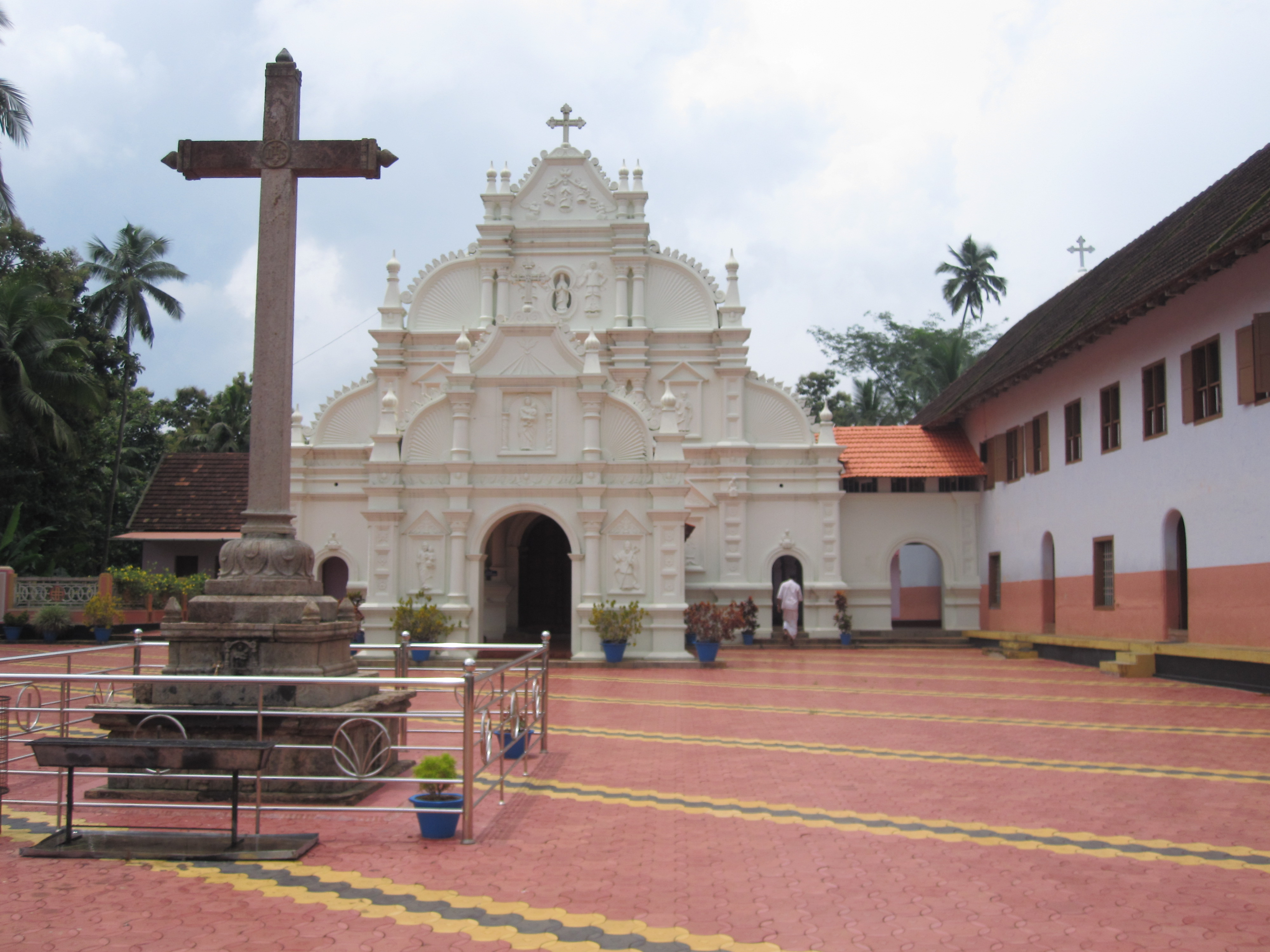
Syro-Malabar katholieke kerk in Arakuzha, Kerala

India is onderverdeeld in 29 aartsbisdommen en 128 bisdommen. Hiervan volgen 127 de Latijnse ritus, 25 de Oost-Syrische ritus (verenigd in de Syro-Malabar-Katholieke Kerk) en 5 de West-Syrische of Antiocheense ritus (verenigd in de Syro-Malankara-Katholieke Kerk).

### Kerkprovincie Agra
- Aartsbisdom Agra
  - Bisdom Ajmer
  - Bisdom Allahabad
  - Bisdom Bareilly
  - Eparchie Bijnor (Syro-Malabar)
  - Eparchie Gorakhpur (Syro-Malabar)
  - Bisdom Jaipur
  - Bisdom Jhansi
  - Bisdom Lucknow
  - Bisdom Meerut
  - Bisdom Udaipur
  - Bisdom Varanasi

### Kerkprovincie Bangalore
- Aartsbisdom Bangalore
  - Bisdom Belgaum
  - Bisdom Bellary
  - Bisdom Chikmagalur
  - Bisdom Gulbarga
  - Bisdom Karwar
  - Bisdom Mangalore
  - Bisdom Mysore
  - Bisdom Shimoga
  - Bisdom Udupi

### Kerkprovincie Bhopal
- Aartsbisdom Bhopal
  - Bisdom Gwalior
  - Bisdom Indore
  - Bisdom Jabalpur
  - Bisdom Jhabua
  - Bisdom Khandwa
  - Eparchie Sagar (Syro-Malabar)
  - Eparchie Satna (Syro-Malabar)
  - Eparchie Ujjain (Syro-Malabar)

### Kerkprovincie Bombay
- Aartsbisdom Bombay
  - Eparchie Kalyan (Syro-Malabar)
  - Bisdom Nashik
  - Bisdom Poona
  - Bisdom Vasai

### Kerkprovincie Calcutta
- Aartsbisdom Calcutta
  - Bisdom Asansol
  - Bisdom Bagdogra
  - Bisdom Baruipur
  - Bisdom Darjeeling
  - Bisdom Jalpaiguri
  - Bisdom Krishnagar
  - Bisdom Raiganj

### Kerkprovincie Changanacherry (Syro-Malabar)
- Aartseparchie Changanacherry (Syro-Malabar)
  - Eparchie Kanjirapally (Syro-Malabar)
  - Eparchie Palai (Syro-Malabar)
  - Eparchie Thuckalay (Syro-Malabar)

### Kerkprovincie Cuttack-Bhubaneswar
- Aartsbisdom Cuttack-Bhubaneswar
  - Bisdom Balasore
  - Bisdom Berhampur
  - Bisdom Rourkela
  - Bisdom Sambalpur

### Kerkprovincie Delhi
- Aartsbisdom Delhi
  - Bisdom Jammu-Srinagar
  - Bisdom Jullundur
  - Bisdom Simla-Chandigarh

### Kerkprovincie Ernakulam-Angamaly (Syro-Malabar)
- Grootaartseparchie Ernakulam-Angamaly (Syro-Malabar)
  - Eparchie Hosur (Syro-Malabar)
  - Eparchie Idukki (Syro-Malabar)
  - Eparchie Kothamangalam (Syro-Malabar)
  - Eparchie Shamshabad (Syro-Malabar)

### Kerkprovincie Gandhinagar
- Aartsbisdom Gandhinagar
  - Bisdom Ahmedabad
  - Bisdom Baroda
  - Eparchie Rajkot (Syro-Malabar)

### Kerkprovincie Goa en Daman
- Aartsbisdom Goa en Daman
  - Bisdom Sindhudurg

### Kerkprovincie Guwahati
- Aartsbisdom Guwahati
  - Bisdom Bongaigaon
  - Bisdom Dibrugarh
  - Bisdom Diphu
  - Bisdom Itanagar
  - Bisdom Miao
  - Bisdom Tezpur

### Kerkprovincie Hyderabad
- Aartsbisdom Hyderabad
  - Eparchie Adilabad (Syro-Malabar)
  - Bisdom Cuddapah
  - Bisdom Khammam
  - Bisdom Kurnool
  - Bisdom Nalgonda
  - Bisdom Warangal

### Kerkprovincie Imphal
- Aartsbisdom Imphal
  - Bisdom Kohima

### Kerkprovincie Kottayam (Syro-Malabar)
- Aartseparchie Kottayam  (Syro-Malabar)

### Kerkprovincie Madras-Mylapore
- Aartsbisdom Madras-Mylapore
  - Bisdom Chinglepet
  - Bisdom Coimbatore
  - Bisdom Ootacamund
  - Bisdom Vellore

### Kerkprovincie Madurai
- Aartsbisdom Madurai
  - Bisdom Dindigul
  - Bisdom Kottar
  - Bisdom Palayamkottai
  - Bisdom Sivagangai
  - Bisdom Tiruchirapalli
  - Bisdom Tuticorin

### Kerkprovincie Nagpur
- Aartsbisdom Nagpur
  - Bisdom Amravati
  - Bisdom Aurangabad
  - Eparchie Chanda (Syro-Malabar)

### Kerkprovincie Patna
- Aartsbisdom Patna
  - Bisdom Bettiah
  - Bisdom Bhagalpur
  - Bisdom Buxar
  - Bisdom Muzaffarpur
  - Bisdom Purnea

### Kerkprovincie Pondicherry-Cuddalore
- Aartsbisdom Pondicherry-Cuddalore
  - Bisdom Dharmapuri
  - Bisdom Kumbakonam
  - Bisdom Salem
  - Bisdom Tanjore

### Kerkprovincie Raipur
- Aartsbisdom Raipur
  - Bisdom Ambikapur
  - Eparchie Jagdalpur (Syro-Malabar)
  - Bisdom Jashpur
  - Bisdom Raigarh

### Kerkprovincie Ranchi
- Aartsbisdom Ranchi
  - Bisdom Daltonganj
  - Bisdom Dumka
  - Bisdom Gumla
  - Bisdom Hazaribag
  - Bisdom Jamshedpur
  - Bisdom Khunti
  - Bisdom Port Blair
  - Bisdom Simdega

### Kerkprovincie Shillong
- Aartsbisdom Shillong
  - Bisdom Agartala
  - Bisdom Aizawl
  - Bisdom Jowai
  - Bisdom Nongstoin
  - Bisdom Tura

### Kerkprovincie Tellicherry (Syro-Malabar)
- Aartseparchie Tellicherry (Syro-Malabar)
  - Eparchie Belthangady (Syro-Malabar)
  - Eparchie Bhadravathi (Syro-Malabar)
  - Eparchie Mananthavady (Syro-Malabar)
  - Eparchie Mandya (Syro-Malabar)
  - Eparchie Thamarasserry (Syro-Malabar)

### Kerkprovincie Tiruvalla (Syro-Malankara)
- Aartseparchie Tiruvalla (Syro-Malankara)
  - Eparchie Battery (Syro-Malankara)
  - Eparchie Muvattupuzha (Syro-Malankara)
  - Eparchie Puthur (Syro-Malankara)

### Kerkprovincie Trichur (Syro-Malabar)
- Aartseparchie Trichur (Syro-Malabar)
  - Eparchie Irinjalakuda (Syro-Malabar)
  - Eparchie Palghat (Syro-Malabar)
  - Eparchie Ramanathapuram (Syro-Malabar)

### Kerkprovincie Trivandrum
- Aartsbisdom Trivandrum
  - Bisdom Alleppey
  - Bisdom Neyyattinkara
  - Bisdom Punalur
  - Bisdom Quilon

### Kerkprovincie Trivandrum (Syro-Malankara)
- Grootaartseparchie Trivandrum (Syro-Malankara)
  - Eparchie Marthandom (Syro-Malankara)
  - Eparchie Mavelikara (Syro-Malankara)
  - Eparchie Parassala (Syro-Malankara)
  - Eparchie Pathanamthitta (Syro-Malankara)
  - Eparchie Saint Ephrem of Khadki (Syro-Malankara)

### Kerkprovincie Verapoly
- Aartsbisdom Verapoly
  - Bisdom Calicut
  - Bisdom Cochin
  - Bisdom Kannur
  - Bisdom Kottapuram
  - Bisdom Sultanpet
  - Bisdom Vijayapuram

### Kerkprovincie Visakhapatnam
- Aartsbisdom Visakhapatnam
  - Bisdom Eluru
  - Bisdom Guntur
  - Bisdom Nellore
  - Bisdom Srikakulam
  - Bisdom Vijayawada

Afghanistan · Armenië · Azerbeidzjan · Bahrein · Bangladesh · Bhutan · Brunei · Cambodja · China · Filipijnen · Georgië · India · Indonesië · Irak · Iran · Israël · Japan · Jemen · Jordanië · Kazachstan · Kirgizië · Koeweit · Laos · Libanon · Maldiven · Maleisië · Mongolië · Myanmar · Nepal · Noord-Korea · Oezbekistan · Oman · Oost-Timor · Pakistan · Qatar · Rusland · Saoedi-Arabië · Singapore · Sri Lanka · Syrië · Tadzjikistan · Thailand · Turkije · Turkmenistan · Verenigde Arabische Emiraten · Vietnam · Zuid-Korea
Overige gebieden: Hongkong · Macau